# Arnošt Pazdera
Arnošt Pazdera (16. září 1929 – 27. října 2021) byl český fotbalista, útočník, reprezentant Československa. Během hráčské kariéry vystudoval zeměměřičskou fakultu ČVUT.

## Fotbalová kariéra

### Reprezentační kariéra
V československé reprezentaci odehrál v letech 1952–1958 19 utkání a vstřelil v nich 3 góly (památným je především jeho slalom z půlky hřiště v zápase s Maďarskem roku 1956, ČSR tehdy v Budapešti zvítězila 4:2 a šlo o první domácí porážku Maďarů po třinácti letech). Dvakrát nastoupil i v reprezentačním B mužstvu.

### Klubová kariéra
Hrál za AFK Chrudim (1941–1949), Spartu Praha (1949–1953), (1955–1965), Tatran Teplice (1953), Tankistu Praha (1953–1954) a ÚDA Praha (1955). Se Spartou dvakrát získal titul mistra republiky (1952, 1965), odehrál za ni 597 utkání, v nichž dal 114 gólů. V lize odehrál 292 utkání a vstřelil 28 branek.
Pavel Kovář o něm v encyklopedické části knihy 50 slavných Sparťanů napsal: „Klasické pravé křídlo, lehkonohý technik, který ovládal kličky na obě strany a mistrně přihrával spoluhráčům. Skromný a slušně vystupující fotbalista.“ Vítězslav Houška v hlavní části knihy pak: „Rychlost, přihrávky a geniální fotbalový vtip, toť definice toho, čím se stal malý Pazdera velikánem a veličinou našeho fotbalu.“

## Ligová bilance
| Ročník                                     | Zápasy | Góly | Klub                   |
| ------------------------------------------ | ------ | ---- | ---------------------- |
| Celostátní československé mistrovství 1949 | –      | 0    | Bratrství Sparta       |
| Celostátní československé mistrovství 1950 | –      | 1    | Bratrství Sparta       |
| Mistrovství československé republiky 1951  | –      | 7    | ČKD Sokolovo Praha     |
| Mistrovství československé republiky 1952  | –      | 4    | Bratrství Sparta       |
| Přebor československé republiky 1953       | –      | 0    | Tankista Praha         |
| Přebor československé republiky 1954       | –      | 2    | Tankista Praha         |
| Přebor československé republiky 1955       | –      | 0    | ÚDA Praha              |
| 1. československá fotbalová liga 1956      | –      | 4    | Spartak Praha Sokolovo |
| 1. československá fotbalová liga 1957/58   | –      | 3    | Spartak Praha Sokolovo |
| 1. československá fotbalová liga 1958/59   | –      | 3    | Spartak Praha Sokolovo |
| 1. československá fotbalová liga 1959/60   | –      | 1    | Spartak Praha Sokolovo |
| 1. československá fotbalová liga 1960/61   | 25     | 2    | Spartak Praha Sokolovo |
| 1. československá fotbalová liga 1961/62   | 25     | 0    | Spartak Praha Sokolovo |
| 1. československá fotbalová liga 1962/63   | 23     | 2    | Spartak Praha Sokolovo |
| 1. československá fotbalová liga 1963/64   | 18     | 1    | Spartak Praha Sokolovo |
| 1. československá fotbalová liga 1964/65   | 1      | 0    | Sparta Praha           |
| CELKEM 1. liga                             | 292    | 28   |                        |